# Мама (альбом Витаса)
Мама — третий студийный альбом российского певца Витаса. Был выпущен в 2003 году. Тогда же состоялся концертный тур артиста «Песни моей мамы», также выпущенный в качестве студийного альбома. Оба альбома Витас посвятил своей маме Лилии Михайловне Грачёвой, ушедшей из жизни в 2001 году. После выхода этих альбомов Витас получил неофициальное звание Артист, которого ждали.

## История
Первая песня «Звезда» получила приз «Русский хит» в 2003 году и является одной из самых популярных песен Витаса во всём мире. Как и Опера #2, она до сих пор включена в репертуар живых выступлений Витаса. Витас спел эту песню дуэтом с Александром Киреевым во время своего выступления на Фабрике звёзд в 2006 году.
Он исполнил песню «Звездная река» в сопровождении автора её музыки Александры Пахмутовой на фортепиано на концерте в честь композитора.
Он сделал кавер на песню «The Unknown Friend Song» («Песня о неизвестном друге», также известную как «Инопланетный друг»), сочинённую в 1985 году Александрой Пахмутовой и Расулом Гамзатовым (стихотворение переведено Юнной Мориц) для песенного цикла «Шар земной», 1985–1987 гг.). «Песня о неизвестном друге», который понимает, что существует неизвестный круг «невидимых и неизвестных» друзей и врагов, а также «милые планеты» (согласно лирике), в дополнение к межзвёздному и общему осознанию, братству next и существование внепланетного цикла. Песня обращается к теме научной фантастики: братство человечества в 3-м тысячелетии и далее. Впоследствии она также переиздана в альбоме «Возвращение домой» в 2006 году. На концертах Витас часто надевает костюм инопланетного робота, исполняя эту песню.
Песня «Лист осенний» в 2007 году была переиздана в альбоме «Криком журавлиным: возвращение домой».

## Список композиций
Треки, 12-14 являются бонус-треками, 14-й является видеоклипом.
| Номер трека | Русское название                            | Английское название                          | Автор текста                     | Автор музыки               | Продолжительность |
| ----------- | ------------------------------------------- | -------------------------------------------- | -------------------------------- | -------------------------- | ----------------- |
| 01          | Звезда                                      | The Star                                     | Дмитрий Плачковский              | Витас                      | 3:32              |
| 02          | Мама                                        | Mama                                         | Витас                            | Витас                      | 5:02              |
| 03          | Лист осенний                                | An Autumn Leaf                               | Витас Дмитрий Плачковский        | Витас                      | 3:45              |
| 04          | Через годы                                  | Through the Years                            | Дмитрий Плачковский Рашит Киямов | Витас                      | 3:33              |
| 05          | Птицы улетели                               | Birds have Flown Away                        | Виктор Пеленягрэ                 | Александр Костюк           | 3:29              |
| 06          | Посвящение                                  | Dedication                                   | Алла Сивашова-Богословская       | Алла Сивашова-Богословская | 4:29              |
| 07          | Звёздная река                               | Starry River                                 | Николай Добронравов              | Александра Пахмутова       | 4:08              |
| 08          | Боже, как я люблю                           | My God, How I Love!                          | Светлана Карабанова              | Витас                      | 3:46              |
| 09          | Косички                                     | Pigtails (Kosichki)                          | Светлана Карабанова              | Витас                      | 3:20              |
| 10          | Даже звёзды покажутся письмами (Бессонница) | Even Stars Will Look Like Letters (Insomnia) | Светлана Карабанова              | Витас                      | 3:07              |
| 11          | Инопланетный друг                           | Extraterrestrial Friend                      | Расул Гамзатов Юнна Мориц        | Александра Пахмутова       | 3:54              |
| 12          | Лист осенний (Remix)                        | An Autumn Leaf (Remix)                       | Витас Дмитрий Плачковский        | Витас                      | 3:41              |
| 13          | Подожди немного (с Наталией Прима)          | Wait For A While                             | Дмитрий Плачковский              | Витас Дмитрий Плачковский  | 3:50              |
| 14          | Звезда (Video)                              | The Star                                     | Витас                            | Витас                      | 3:39              |